# Leichtathletik-Europameisterschaften 2016/4 × 400 m der Frauen

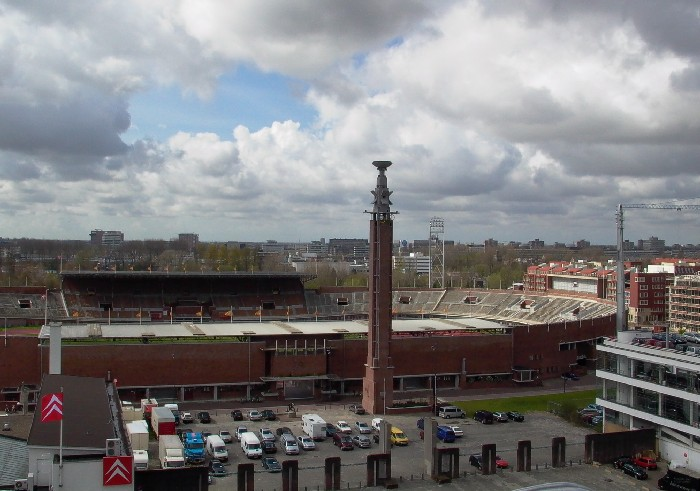
Das Olympiastadion in Amsterdam im Jahr 2005

Die 4-mal-400-Meter-Staffel der Frauen bei den Leichtathletik-Europameisterschaften 2016 wurde am 9. und 10. Juli 2016 im Olympiastadion der niederländischen Hauptstadt Amsterdam ausgetragen.
Europameister wurde Großbritannien in der Besetzung Emily Diamond (Finale), Anyika Onuora (Finale), Eilidh Doyle und Seren Bundy-Davies sowie den im Vorlauf außerdem eingesetzten Margaret Adeoye und Kelly Massey.
Den zweiten Platz belegte Frankreich mit Phara Anacharsis (Finale), Brigitte Ntiamoah, Marie Gayot und Floria Gueï (Finale) sowie den im Vorlauf außerdem eingesetzten Agnès Raharolahy und Elea Mariama Diarra.
Bronze ging an Italien mit Maria Benedicta Chigbolu, Maria Enrica Spacca, Chiara Bazzoni und Libania Grenot (Finale) sowie der im Vorlauf außerdem eingesetzten Elena Bonfanti.
Auch die nur im Vorlauf eingesetzten Läuferinnen erhielten entsprechendes Edelmetall.

## Rekorde

### Bestehende Rekorde
| Weltrekord           | 3:15,17 min | Sowjetunion (Tatjana Ledowskaja, Olga Nasarowa, Marija Pinigina, Olha Bryshina) | OS Seoul Südkorea           | 1. Oktober 1988 |
| Europarekord         | 3:15,17 min | Sowjetunion (Tatjana Ledowskaja, Olga Nasarowa, Marija Pinigina, Olha Bryshina) | OS Seoul Südkorea           | 1. Oktober 1988 |
| Meisterschaftsrekord | 3:16,87 min | DDR (Kirsten Emmelmann, Sabine Busch, Petra Müller, Marita Koch)                | EM Stuttgart BR Deutschland | 31. August 1986 |

Der bereits seit 1986 bestehende EM-Rekord wurde bei diesen Europameisterschaften nicht erreicht. Die schnellste Zeit erzielte Europameister Großbritannien im Finale mit 3:25,05 min, womit das Quartett eine neue Weltjahresbestleistung aufstellte, jedoch 8,18 s über dem Rekord blieb. Zum Welt- und Europarekord fehlten 9,88 s.

### Rekordverbesserungen
Es wurden drei neue Landesrekorde aufgestellt:
- 3:31,66 min – Slowakei (Sylvia Salgovicová, Alexandra Štuková, Alexandra Bezeková, Iveta Putalová), erster Vorlauf am 9. Juli
- 3:31,73 min – Norwegen (Benedicte Hauge, Sara Dorthea Jensen, Ida Bakke Hansen, Line Kloster), erster Vorlauf am 9. Juli
- 3:29,18 min – Niederlande (Nicky van Leuveren, Lisanne de Witte, Eva Hovenkamp, Laura de Witte), zweiter Vorlauf am 9. Juli

## Doping
In diesem Wettbewerb gab es einen Dopingfall.
In einem Dopingtest vom 5. Juli 2016 der Ukrainerin Olha Semljak wurde eine deutlich zu hohe Testosteron-Konzentration festgestellt. Dies führte zur Disqualifikation der ukrainischen 4-mal-400-Meter-Staffel, die den sechsten Platz erreicht hatte. Da der Athletin bereits vorher einmal ein Dopingbetrug nachgewiesen worden war, erhielt sie eine Sperre von nicht vier, sondern acht Jahren vom 5. Juli 2016 bis 4. Juli 2024, alle ihre seit der positiven Dopingprobe erzielten Resultate wurden annulliert, darunter auch ihr Halbfinaleinzug über 400 Meter.
Leidtragende waren in erster Linie die vier Sprinterinnen der belarussischen Staffel. Alena Kijewitsch, Yulia Yurenia, Katsiaryna Khairullina und Ilona Ussowitsch mussten im Finale zuschauen, obwohl sie sich über ihre Zeit eigentlich für diese Runde qualifiziert hatten.

## Legende
Kurze Übersicht zur Bedeutung der Symbolik – so üblicherweise auch in sonstigen Veröffentlichungen verwendet:
| NR  | Nationaler Rekord                     |
| WL  | Europajahresbestleistung              |
| WL  | Weltjahresbestleistung                |
| DOP | wegen Dopingvergehens disqualifiziert |

## Vorrunde
9. Juli 2016, 13:55 Uhr
Die Vorrunde wurde in zwei Läufen durchgeführt. Die ersten drei Staffeln pro Lauf – hellblau unterlegt – sowie die darüber hinaus zwei zeitschnellsten Teams – hellgrün unterlegt – qualifizierten sich für das Finale.

### Vorlauf 1
| Platz | Staffel        | Besetzung                                                                                    | Zeit (min) | Anmerkung                              |
| ----- | -------------- | -------------------------------------------------------------------------------------------- | ---------- | -------------------------------------- |
| 1     | Großbritannien | Eilidh Doyle Margaret Adeoye (Vorlauf) Kelly Massey (Vorlauf) Seren Bundy-Davies             | 3:26,42 EL |                                        |
| 2     | Polen          | Ewelina Ptak Martyna Dąbrowska (Vorlauf) Iga Baumgart-Witan (Vorlauf) Patrycja Wyciszkiewicz | 3:27,72    |                                        |
| 3     | Italien        | Maria Benedicta Chigbolu Maria Enrica Spacca Chiara Bazzoni Elena Bonfanti (Vorlauf)         | 3:29,57    |                                        |
| 4     | Belarus        | Alena Kijewitsch Yulia Yurenia Katsiaryna Khairullina Ilona Ussowitsch                       | 3:31,23    | eigentlich für das Finale qualifiziert |
| 5     | Slowakei       | Sylvia Salgovicová Alexandra Štuková Alexandra Bezeková Iveta Putalová                       | 3:31,66 NR |                                        |
| 6     | Norwegen       | Benedicte Hauge Sara Dorthea Jensen Ida Bakke Hansen Line Kloster                            | 3:31,73 NR |                                        |
| 7     | Portugal       | Rivinilda Mentai Filipa Martins Cátia Azevedo Dorothé Évora                                  | 3:32,48    |                                        |
| 8     | Türkei         | Berfe Sancak Meryem Kasap Emel Şanlı Elif Yıldırım                                           | 3:38,47    |                                        |

### Vorlauf 2
| Platz | Staffel      | Besetzung                                                                              | Zeit (min) | Anmerkung                 |
| ----- | ------------ | -------------------------------------------------------------------------------------- | ---------- | ------------------------- |
| 1     | Deutschland  | Laura Müller Friederike Möhlenkamp Lara Hoffmann Ruth Sophia Spelmeyer                 | 3:28,03    |                           |
| 2     | Frankreich   | Marie Gayot Brigitte Ntiamoah Agnès Raharolahy (Vorlauf) Elea Mariama Diarra (Vorlauf) | 3:28,38    |                           |
| 3     | Rumänien     | Adelina Pastor Anamaria Ioniță Sanda Belgyan Andrea Miklós                             | 3:29,08    |                           |
| 4     | Niederlande  | Nicky van Leuveren Lisanne de Witte Eva Hovenkamp Laura de Witte                       | 3:29,18 NR |                           |
| 5     | Griechenland | Katerina Dalaka Anna Vasiliou Despina Mourta Irini Vasiliou                            | 3:31,66    |                           |
| 6     | Spanien      | Laura Bueno Aauri Bokesa Bárbara Camblor Geraxane Ussía                                | 3:33,57    |                           |
| 7     | Irland       | Sinead Denny Phil Healy Jenna Bromell Ciara McCallion                                  | 3:34,02    |                           |
| DOP   | Ukraine      | Julija Olischewska Olha Bibik Tetjana Melnyk Olha Semljak                              | 3:27,75    | für das Finale zugelassen |

## Finale

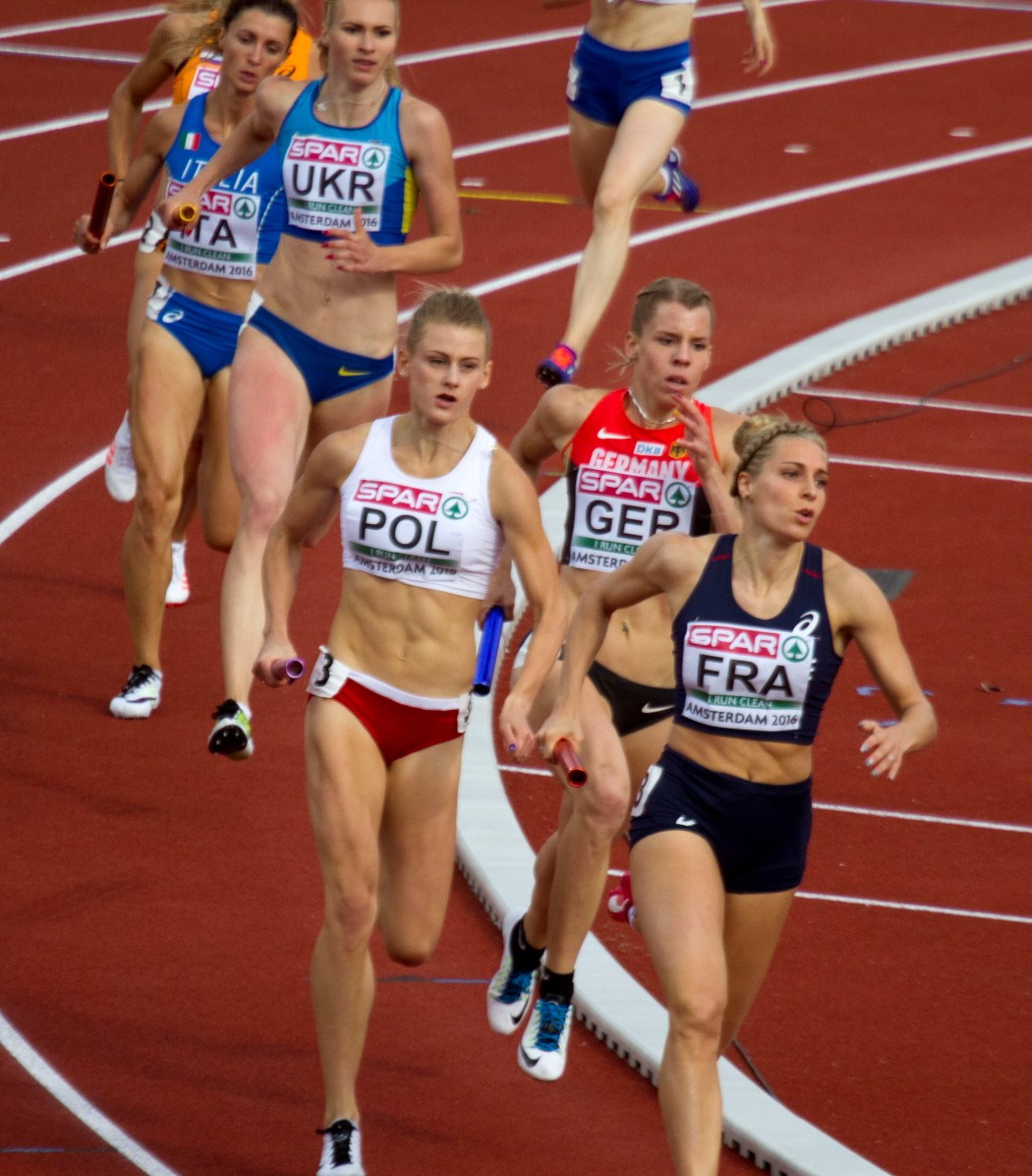
Die Läuferinnen der 4 × 400-m-Staffel in der dritten und vorletzten Runde

10. Juli 2016, 18:40 Uhr
| Platz | Staffel        | Besetzung | Zeit (min) |
| ----- | -------------- | --- | ---------- |
| 1     | Großbritannien | Emily Diamond (Finale) Anyika Onuora (Finale) Eilidh Doyle Seren Bundy-Davies im Vorlauf außerdem: Margaret Adeoye Kelly Massey                 | 3:25,05 WL |
| 2     | Frankreich     | Phara Anacharsis (Finale) Brigitte Ntiamoah Marie Gayot Floria Gueï (Finale) im Vorlauf außerdem: Agnès Raharolahy Elea Mariama Diarra          | 3:25,96    |
| 3     | Italien        | Maria Benedicta Chigbolu Maria Enrica Spacca Chiara Bazzoni Libania Grenot (Finale) im Vorlauf außerdem: Elena Bonfanti                         | 3:27,49    |
| 4     | Polen          | Ewelina Ptak Małgorzata Hołub (Finale) Patrycja Wyciszkiewicz Justyna Święty (Finale) im Vorlauf außerdem: Martyna Dąbrowska Iga Baumgart-Witan | 3:27,60    |
| 5     | Deutschland    | Laura Müller Friederike Möhlenkamp Lara Hoffmann Ruth Sophia Spelmeyer                                                                          | 3:27,60    |
| 6     | Niederlande    | Laura de Witte Lisanne de Witte Eva Hovenkamp Nicky van Leuveren                                                                                | 3:29,23    |
| 7     | Rumänien       | Adelina Pastor Anamaria Ioniță Sanda Belgyan Andrea Miklós                                                                                      | 3:30,63    |
| DOP   | Ukraine        | Julija Olischewska Olha Bibik Tetjana Melnyk Olha Semljak                                                                                       | 3:27,64    |

## Videolink
- 4x400m Relay Women's Final - European Athletics Championships 2016, youtube.com, abgerufen am 9. März 2020